# Сланцы (село)
Сланцы́, Солонцы (ранее также Сланцовка, Слонцевка) — село в Ртищевском районе Саратовской области России. Входит в состав Краснозвездинского муниципального образования.

## География
Находится в северо-западной части Саратовского Правобережья, в пределах Окско-Донской равнины, в лесостепной зоне, на водоразделе бассейнов рек Большая Сестрёнка и Батучка — Кистендей — Большой Аркадак (притоки Хопра, бассейн Дона), на берегах искусственного озера Самолёт.
Климат
Климат характеризуется как умеренно континентальный с холодной малоснежной зимой и сухим жарким летом. Среднегодовая температура воздуха — 4,4 °C. Средняя многолетняя температура самого холодного месяца (января) составляет −11,7 °С (абсолютный минимум — −43 °С), температура самого тёплого (июля) — 20 — 22 °С (абсолютный максимум — 40 °С). Средняя продолжительность безморозного периода 145—155 дней. Среднегодовое количество атмосферных осадков — 550 мм, из которых 225—325 мм выпадает в период с апреля по октябрь. Снежный покров держится в среднем 130—135 дней в году.

## Население
| 2002 | 2010 |
| ---- | ---- |
| 239  | ↘237 |

Национальный состав
Согласно результатам переписи 2002 года, в национальной структуре населения русские составляли 94 % из 239 человек.

## История
Основано в середине XIX века государственными крестьянами из села Большие Сестрёнки.
В период коллективизации часть населения подверглась раскулачиванию.
Во время войны было местом расселения беженцев. Почти всё мужское население было призвано в армию, многие не вернулись с фронта.
Административно-территориальное деление
До революции существовало Сланцовское сельское общество (бывшее государственное).
До 2006 года было административным центром сельсовета (в 1993—1997 гг. — сельской администрации, в 1997—2006 гг. — сельского округа), куда входили также деревни Березово, Екатериновка, Мамоновка и ныне несуществующая Счастливка.

## Инфраструктура
Сланцовская основная общеобразовательная школа.
Основа экономики — сельское хозяйство, главным образом приусадебное. Много фруктовых садов (вишня, яблоня, слива, груша, дикий абрикос и т. д.).
Уличная сеть
В селе 4 улицы: Весёлая, Куйбышева, Молодёжная, Набережная. Главные улицы в селениях представляют собой два порядка домов, разделённых широким майданом.

## Транспорт
Сланцы доступны автотранспортом.

## Связь
Сотовая связь и высокоскоростной мобильный интернет стандарта 4G/LTE.